# Muslo o pechuga
Muslo o pechuga o ¿La pata o la pechuga? en Argentina(en francés: L'Aile ou la Cuisse) es una película francesa de 1976 del género comedia dirigida por Claude Zidi.
La película fue un gran éxito cuando se estrenó en los cines franceses, terminando en segundo lugar después de Tiburón y con dos superestrellas francesas Louis de Funès y Coluche.

## Reparto
- Louis de Funès: Charles Duchemin
- Coluche: Gérard Duchemin
- Julien Guiomar: Jacques Tricatel
- Claude Gensac: Marguerite 1
- Ann Zacharias: Marguerite 2
- Raymond Bussières: Henri
- Philippe Bouvard: él mismo
- Daniel Langlet:  Lambert
- Jean Amadou: narrador
- Martin Lamotte: Roland

## Actores de doblaje españoles

### Doblaje histórico 1976[2]
- José María Angelat: Charles Duchemin
- Miguel Ángel Valdivieso: Gérard Duchemin
- Joaquín Díaz: Jacques Tricatel
- Elsa Fábregas: Marguerite 1
- Marta Angelat: Marguerite 2
- Luis Rafael Calvo: Henri
- Arsenio Corsellas: Philippe Bouvard
- Rogelio Hernández: Lambert
- Manuel Cano: narrador
- Dionisio Maciás: Roland

### Doblaje 1993[3]
- Rafael De Penagos: Charles Duchemin
- Juan Carlos Ordóñez: Gérard Duchemin
- Carlos Revilla: Jacques Tricatel
- Lucía Esteban: Marguerite 1
- Alicia Sainz De La Maza: Marguerite 2
- Julio Núñez: Henri
- José Padilla: Philippe Bouvard
- Pablo De Hoyo: Lambert
- Elía Rodríguez: narrador
- Gabriel Jiménez: Roland

## Distribución
La película se estrenó en los cines francés el 27 de octubre de 1976 en España el 15 de diciembre del mismo año.

## Recepción

### Taquilla
La película obtuvo 5.841.956 entradas francesas. Es la película francesa número 1 en taquilla de 1976, la segunda en todos los países, solo superada por Tiburón de Steven Spielberg

## Banda sonora
La banda sonora fue compuesta por Vladimir Cosma y lanzada en LP por Larghetto Music y Wagram Music en 1976.
La pista de Île Flottante fue reutilizada, diez años después, en la película Astérix en Bretaña, en la escena en la que Obélix está encerrado en la "Torre de Londinium".
Cara 1:
| N.º   | Título                | Duración |  |
| 1.    | «L'aile ou la Cuisse» | 2:29     |  |
| 2.    | «Minestrone»          | 2:26     |  |
| 3.    | «Jumbo L’éléphant»    | 3:00     |  |
| 4.    | «Cassoulet»           | 3:03     |  |
| 5.    | «T. Bone Steak»       | 1:41     |  |
| 6.    | «Suki Yaki»           | 2:42     |  |
| 7.    | «Barbe à Papa»        | 1:10     |  |
| 8.    | «Tournedos Rossini»   | 1:01     |  |
| 17:32 |                       |          |  |

Cara 2:

| N.º   | Título                    | Duración |  |
| 1.    | «Concerto Gastronomique»  | 3:03     |  |
| 2.    | «Marmelade de Marguerite» | 2:13     |  |
| 3.    | «Tarte à La Creme»        | 1:58     |  |
| 4.    | «L'Agnosie»               | 1:27     |  |
| 5.    | «Île Flottante»           | 1:54     |  |
| 6.    | «Le Coup Du Lapin Farci»  | 1:54     |  |
| 7.    | «Choucroute Garnie»       | 2:29     |  |
| 8.    | «Navarin Aux Pommes»      | 2:27     |  |
| 17:25 |                           |          |  |